# Исангулов, Ильдар Ильдусович
Ильдар Ильдусович Исангулов (баш. Илдар Илдус улы Иҫәнғолов, 20 мая 1992, Уфа, Россия) — российский хоккеист, защитник. Серебряный призёр молодёжного чемпионата мира 2012.

## Биография
Воспитанник уфимского хоккея. В ноябре 2011 года участвовал в Subway Super Series в составе молодёжной сборной России.
23 декабря 2011 г. вошёл в окончательный состав молодёжной сборной  для участия в чемпионате мира 2012 г.. За грязный силовой приём в полуфинальном матче с Канадой был дисквалифицирован на одну игру и не смог сыграть в финальном поединке против Швеции.

### Достижения
- Серебряный призёр молодёжного чемпионата мира 2012. а.
- Участник Кубка Вызова 2012. Играл за сборную Баймак.
- Чемпион ВХЛ сезона 2012-2013гг.

## Статистика
Последнее обновление: 10 июня 2012 года

### Клубная карьера
|             |                 |             | Регулярный сезон | Регулярный сезон | Регулярный сезон | Регулярный сезон | Регулярный сезон | Регулярный сезон | Плей-офф | Плей-офф | Плей-офф | Плей-офф | Плей-офф | Плей-офф |
| Сезон       | Команда         | Лига        | Игр              | Г                | П                | Очк              | +/-              | Штр              | Игр      | Г        | П        | Очк      | +/-      | Штр      |
| ----------- | --------------- | ----------- | ---------------- | ---------------- | ---------------- | ---------------- | ---------------- | ---------------- | -------- | -------- | -------- | -------- | -------- | -------- |
| 2008/09     | Салават Юлаев-2 | Первая лига | 8                | 0                | 0                | 0                |                  | 4                | --       | --       | --       | --       | --       | --       |
| 2009/10     | Толпар          | МХЛ         | 29               | 2                | 3                | 5                | 9                | 18               | 9        | 0        | 0        | 0        | -2       | 2        |
| 2010/11     | Толпар          | МХЛ         | 50               | 4                | 18               | 22               | 35               | 60               | 12       | 1        | 3        | 4        | 8        | 28       |
| 2011/12     | Толпар          | МХЛ         | 32               | 8                | 12               | 20               | 12               | 39               | 3        | 0        | 0        | 0        | -4       | 4        |
| 2011/12     | Салават Юлаев   | КХЛ         | 11               | 0                | 2                | 2                | 1                | 2                | 1        | 0        | 0        | 0        | 0        | 0        |
| Всего в МХЛ | Всего в МХЛ     | Всего в МХЛ | 111              | 14               | 33               | 47               | 56               | 117              | 24       | 1        | 3        | 4        | 2        | 34       |
| Всего в КХЛ | Всего в КХЛ     | Всего в КХЛ | 11               | 0                | 2                | 2                | 1                | 2                | 1        | 0        | 0        | 0        | 0        | 0        |

### Международные соревнования
| Год                   | Сборная               | Турнир                | Место                 |   | И | Г | П | О | Штр |
| --------------------- | --------------------- | --------------------- | --------------------- | - | - | - | - | - | --- |
| 2012                  | Россия (мол.)         | МЧМ (до 20)           |                       | 6 | 0 | 0 | 0 | 6 |     |
| Всего (юниор. и мол.) | Всего (юниор. и мол.) | Всего (юниор. и мол.) | Всего (юниор. и мол.) | 6 | 0 | 0 | 0 | 6 |     |